# Fricativa lateral alveolar surda
A fricativa lateral alveolar surda é um tipo de som consonantal, usado em algumas línguas faladas. O símbolo no Alfabeto Fonético Internacional que representa as fricativas dentais surdas, alveolares e pós-alveolares laterais é [ɬ], e o símbolo do X-SAMPA equivalente é K. O símbolo [ɬ] é chamado de "l com cinto" e não deve ser confundido com o "l com til", [ɫ], que transcreve um som diferente, a aproximante lateral alveolar velarizada.
Vários nomes galeses que começam com este som (por exemplo, Llwyd [ɬʊɨd], Llywelyn [ɬəˈwɛlɨn]) foram emprestados para o inglês, onde retêm a grafia galesa ⟨ll⟩, mas são pronunciados como /l/ (Lloyd, Llewellyn), ou são substituídos por ⟨fl⟩ (pronunciado /fl/) (Floyd, Fluellen).
Alguns estudiosos também postulam a aproximante lateral alveolar surda distinta da fricativa. A aproximante pode ser representada no AFI como ⟨l̥⟩. A distinção não é reconhecida pela Associação Fonética Internacional.

## Características
- Sua forma de articulação é fricativa, ou seja, produzida pela constrição do fluxo de ar por um canal estreito no local da articulação, causando turbulência.
- Seu local de articulação é alveolar, o que significa que é articulado com a ponta ou a lâmina da língua na crista alveolar, denominada respectivamente apical e laminar.
- Sua fonação é surda, o que significa que é produzida sem vibrações das cordas vocais.
- É uma consoante oral, o que significa que o ar só pode escapar pela boca.
- É uma consoante lateral, o que significa que é produzida direcionando o fluxo de ar para os lados da língua, em vez de para o meio.
- O mecanismo de fluxo de ar é pulmonar, o que significa que é articulado empurrando o ar apenas com os pulmões e o diafragma, como na maioria dos sons.

## Ocorrência
Embora o som seja raro entre as línguas europeias fora do Cáucaso (sendo encontrado principalmente em galês, onde é escrito ⟨ll⟩), é bastante comum entre as línguas indígenas da América, como náuatle, navajo, e as línguas do Cáucaso do norte, como o avar. Também é encontrado em línguas africanas como zulu, línguas asiáticas como chukchi e alguns dialetos chineses como o taishanês, e várias línguas formosanas e vários dialetos em Taiwan.
O som é encontrado em dois dos idiomas artificiais inventados por J. R. R. Tolkien, sindarin (inspirado no galês) e quenya (inspirado no finlandês, grego antigo e latim). Em sindarin é escrito como ⟨lh⟩ inicialmente e ⟨ll⟩ medialmente e finalmente; em quenya, ele aparece apenas inicialmente e é escrito ⟨hl⟩.

### Dental ou denti-alveolar
| Língua     | Língua            | Palavra | AFI      | Significado           | Notas                                                                        |
| ---------- | ----------------- | ------- | -------- | --------------------- | ---------------------------------------------------------------------------- |
| Mapudungun | Mapudungun        | kagüḻ   | [kɜˈɣɘɬ̪] | Catarro que é cuspido | Interdental; possível alofone de elocução final de /l̪/.                      |
| Norueguês  | Dialeto trondheim | sælt    | [s̪aɬ̪t̪]   | Vendido               | Laminal denti-alveolar; alofone de /l/. Também descrito como um aproximante. |

### Alveolar
| Língua             | Língua             | Palavra                | AFI                    | Significado          | Notas                                                               |
| ------------------ | ------------------ | ---------------------- | ---------------------- | -------------------- | ------------------------------------------------------------------- |
| Ahtna              | Ahtna              | dzeł                   | [tsəɬ]                 | Montanha             |                                                                     |
| Aleúte             | Dialeto atkan      | hlax̂                   | [ɬɑχ]                  | Menino               |                                                                     |
| Amis               | Dialetos do sul    | kudiwis                | [kuɬiwis]              | Coelho               |                                                                     |
| Avar               | Avar               | лъабго                 | [ˈɬabɡo]               | Três                 |                                                                     |
| Basay              | Basay              | lanum                  | [ɬanum]                | Água                 |                                                                     |
| Berbere            | Ait Seghrouchen    | altu                   | [æˈɬʊw]                | Ainda não            | Alofone de /lt/.                                                    |
| Bunun              | Isbukun            | ludun                  | [ɬuɗun]                | Montanha             |                                                                     |
| Bura               | Bura               | [ exemplo necessário ] | [ exemplo necessário ] |                      | Contrasta com ɮ e ʎ̝̊.                                                |
| Cherokee           | Alguns falantes    | ᎥᏝ                     | [ə̃ʔɬa]                 | Não                  | Corresponde a [tɬ] na fala da maioria dos falantes.                 |
| Chickasaw          | Chickasaw          | lhinko                 | [ɬiŋko]                | Ser gordo            |                                                                     |
| Chinês             | Taishanês          | 三                     | [ɬam˧]                 | Três                 | Corresponde a [s] no cantonês padrão.                               |
| Chinês             | Pinghua            | 三                     | [ɬam˧]                 | Três                 |                                                                     |
| Chinês             | Putian             | 沙                     | [ɬua˥˧˧]               | Areia                |                                                                     |
| Chipewyan          | Chipewyan          | łue                    | [ɬue]                  | Peixe                |                                                                     |
| Chukchi            | Chukchi            | ԓевыт                  | [ɬeβət]                | Cabeça               |                                                                     |
| Circassiano        | Circassiano        | плъыжь                 | [pɬəʑ]ⓘ                | Vermelho             |                                                                     |
| Creek              | Creek              | rakkē                  | [ɬakkiː]               | Grande               | Historicamente transcrito thl ou tl por falantes de inglês.         |
| Dahalo             | Dahalo             | [ʡáɬi]                 | [ʡáɬi]                 | Gordo                |                                                                     |
| Dogrib             | Dogrib             | ło                     | [ɬo]                   | Fumaça               |                                                                     |
| Eyak               | Eyak               | qeł                    | [qʰɛʔɬ]                | Mulher               |                                                                     |
| Fali               | Fali               | [paɬkan]               | [paɬkan]               | Ombro                |                                                                     |
| Faroês             | Faroês             | hjálp                  | [jɔɬp]                 | Ajuda                |                                                                     |
| Nenets da floresta | Nenets da floresta | хару                   | [xaɬʲu]                | Chuva                | Forest Nenets tem ambos /ɬ/ plano e palatalizado /ɬʲ/.              |
| Groenlandês        | Groenlandês        | illu                   | [iɬːu]                 | Casa                 | Realização de /l/ geminado.                                         |
| Hadza              | Hadza              | sleme                  | [ɬeme]                 | Homem                |                                                                     |
| Haida              | Haida              | tla'únhl               | [tɬʰʌʔʊ́nɬ]             | Seis                 |                                                                     |
| Halkomelem         | Halkomelem         | ɬ'eqw                  | [ɬeqw]                 | Molhado              |                                                                     |
| Hebraico           | Bíblico            | שָׂטָן‎                    | [ɬɑːtˤɑːn]             | Satan                |                                                                     |
| Hmong              | Hmong              | hli                    | [ɬi]ⓘ                  | Lua                  |                                                                     |
| Islandês           | Islandês           | siglt                  | [sɪɬt]                 | Navegaram            | Alofone de /l̥/.                                                     |
| Inuktitut          | Inuktitut          | akłak                  | [akɬak]                | Urso pardo           |                                                                     |
| Cabardiano         | Cabardiano         | лъы                    | [ɬə]ⓘ                  | Sangue               |                                                                     |
| Kaska              | Kaska              | tsį̄ł                   | [tsʰĩːɬ]               | Machado              |                                                                     |
| Lushootseed        | Lushootseed        | łukʷał                 | [ɬukʷaɬ]               | Sol                  |                                                                     |
| Mapudungun         | Mapudungun         | kaül                   | [kɜˈɘɬ]                | Uma música diferente | Possível alofone de elocução final de /l/.                          |
| Mochica            | Mochica            | paxllær                | [paɬøɾ]                | Phaseolus lunatus    |                                                                     |
| Moloko             | Moloko             | sla                    | [ɬa]                   | Vaca                 |                                                                     |
| Mongol             | Mongol             | лхагва                 | [ɬaʁʷ]                 | Quarta-feira         | Apenas em palavras emprestadas de tibetano; aqui de ལྷག་པ (lhag-pa). |
| Nahuatl            | Nahuatl            | āltepētl               | [aːɬˈtɛpɛːt͡ɬ]          | Cidade               | Alofone de /l/.                                                     |
| Navajo             | Navajo             | łaʼ                    | [ɬaʔ]                  | Alguns               |                                                                     |
| Nisga'a            | Nisga'a            | hloks                  | [ɬoks]                 | Sol                  |                                                                     |
| Norueguês          | Trøndersk          | tatl / tasl            | [tʰɑɬ]                 | Maricagem            |                                                                     |
| Nuxalk             | Nuxalk             | lhm                    | [ɬm]                   | Ficar                |                                                                     |
| Saanich            | Saanich            | ȽNIṈEȽ                 | [ɬníŋəɬ]               | Nós, nos             |                                                                     |
| Saaroa             | Saaroa             | rahli                  | [raɬi]                 | Chefe                |                                                                     |
| Sahaptin           | Sahaptin           | łp’úł                  | [ˈɬpʼuɬ]               | Lágrimas             |                                                                     |
| Sandawe            | Sandawe            | lhaa                   | [ɬáː]                  | Cabra                |                                                                     |
| Sassarês           | Sassarês           | morthu                 | [ˈmoɬtu]ⓘ              | Morto                |                                                                     |
| Sawi               | Sawi               | ɬo                     | [ɬo]                   | Três                 | Desenvolvido a partir dos encontros consonantais tr.                |
| Shuswap            | Shuswap            | ɬept                   | [ɬept]                 | Fogo apagado         |                                                                     |
| Sotho              | Sotho              | ho hlahloba            | [ho ɬɑɬɔbɑ]            | Examinar             |                                                                     |
| St’át’imcets       | St’át’imcets       | lhésp                  | [ɬə́sp]                 | Erupção cutânea      |                                                                     |
| Sueco              | Jämtlandico        | kallt                  | [kaɬt]                 | Frio                 |                                                                     |
| Taos               | Taos               | łiwéna                 | [ɬìˈwēnæ]              | Esposa               |                                                                     |
| Tera               | Tera               | tleebi                 | [ɬè̞ːbi]                | Lado                 |                                                                     |
| Thao               | Thao               | kilhpul                | [kiɬpul]               | Estrela              |                                                                     |
| Tlingit            | Tlingit            | lingít                 | [ɬɪ̀nkɪ́tʰ]              | Tlingit              |                                                                     |
| Ucraniano          | Ucraniano          | смисл                  | [s̪mɪs̪l̥]                | Senso                | Alofone no final de palavra de /l/ depois de consoantes surdas.     |
| Tsez               | Tsez               | лъи                    | [ɬi]ⓘ                  | Água                 |                                                                     |
| Galês              | Galês              | llall                  | [ɬaːɬ]                 | O outro              |                                                                     |
| Yi                 | Yi                 | ꆧꁨ / hlop-bbop       | [ɬo˧˩bo˧˩]             | Lua                  |                                                                     |
| Xossa              | Xossa              | sihlala                | [síˈɬaːla]             | Nós ficamos          |                                                                     |
| Zulu               | Zulu               | isihlahla              | [isíˈɬaːɬa]            | Árvore               |                                                                     |
| Zuni               | Zuni               | asdemła                | [ʔastemɬan]            | Dez                  |                                                                     |

### Aproximante alveolar
| Língua              | Palavra                | AFI                    | Significado            | Notas                                                                                   |
| ------------------- | ---------------------- | ---------------------- | ---------------------- | --------------------------------------------------------------------------------------- |
| Nambiquara do campo |                        | [haˈlawl̥u]             | 'sapo-cururu'          | Foi desvozeado desde [l].                                                               |
| Pipil               | [ exemplo necessário ] | [ exemplo necessário ] | [ exemplo necessário ] | Apenas no final de palavras. Foi eliminado em alguns dialetos obsolescentes.            |
| Washo               | [ exemplo necessário ] | [ exemplo necessário ] | [ exemplo necessário ] | Neutraliza-se com sua contraparte sonora em certos contextos. Ver Jolkesky 2010, p. 38. |
| Yavitero            | [ exemplo necessário ] | [ exemplo necessário ] | [ exemplo necessário ] |                                                                                         |

### Línguas semíticas
O som é conjecturado como um fonema para a língua protossemítica, geralmente transcrito como ś; evoluiu para o [ʃ] do árabe e [s]do hebraico:
| Proto-Semítico | Acádio | Árabe | Árabe | Fenício | Fenício | Hebraico | Hebraico | Aramaico | Aramaico | Ge'ez | Ge'ez |
| -------------- | ------ | ----- | ----- | ------- | ------- | -------- | -------- | -------- | -------- | ----- | ----- |
| ś              | s̠      | ش     | š     | š       | š       | שׂ        | s        | ܫ        | s        | ሠ     | ś     |

## Letra maiúscula
Uma vez que essa letra do AFI foi adotada nas ortografias padrão para muitas línguas nativas da América do Norte, um "l" maiúsculo "com cinto" ("Ɬ") foi solicitado por acadêmicos e adicionada ao Padrão Unicode versão 7.0 em 2014.